# Pacific-Union Club

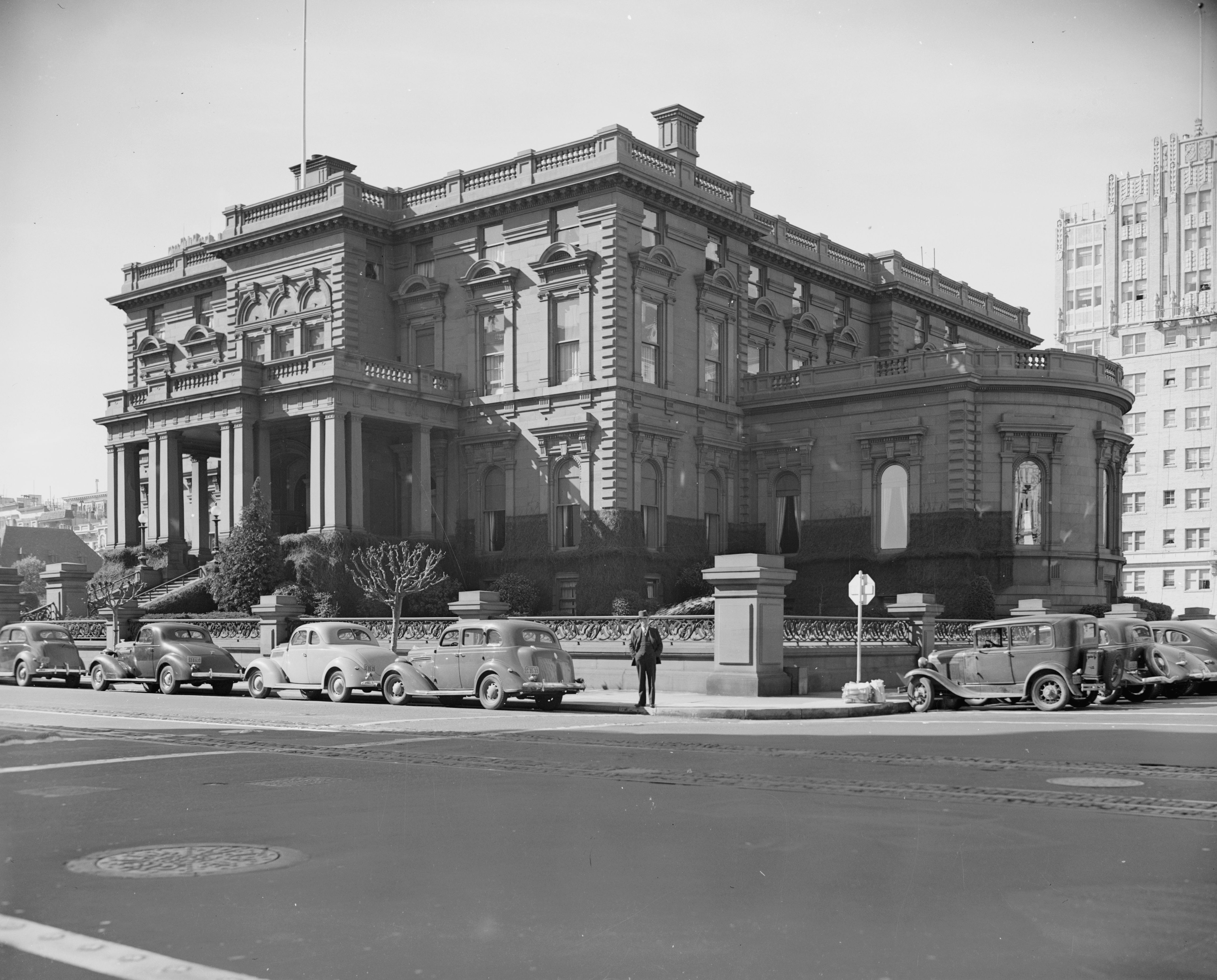
De James C. Flood Mansion in 1940.

De Pacific-Union Club is een Amerikaanse privéclub of gentlemen's club in San Francisco (Californië). De club ontstond in 1889 door de fusie van de Pacific Club uit 1852 en de Union Club uit 1854. De club speelde een vooraanstaande rol in de geschiedenis van de Amerikaanse westkust en rekent verschillende prominente burgers tot haar leden. Lidmaatschap van de Pacific-Union Club is tot op heden voorbehouden voor mannen.
De vereniging komt samen in de James C. Flood Mansion op het adres 1000 California Street, San Francisco, op de top van Nob Hill. Het neoclassicistische bouwwerk werd gebouwd als de villa van zilvermagnaat James Clair Flood en werd ontworpen door Willis Polk. Samen met het Fairmont Hotel aan de overkant van de straat is het clubhuis het enige gebouw dat de aardbeving en brand van 1906 overleefde.
Het is een van de vier grote gentlemen's clubs van San Francisco. De andere zijn de Bohemian Club, de Olympic Club en de San Francisco Golf Club.